# ミミズバイ
ミミズバイ（学名: Symplocos glauca (Thunb.) Koidz.）は、ハイノキ科の樹木。やや大きな細長い葉を持ち、花や果実は茎に密生する。日本の暖地で照葉樹林の重要な構成種となる。

## 特徴
常緑性の小高木。若枝は太くて稜がなく、最初は褐色の毛があって、後に無毛となる。その肌は赤褐色を帯びる。
葉は狭長楕円形で長さ8-16センチメートル、幅2-4センチメートル。葉身は革質で毛はなく、表面は光沢があり、裏面は多少粉を吹いたように白い。葉は先端も基部も次第に狭まってやや尖る形、縁はほぼ滑らかで、ただし葉先の方では低い鋸歯が出ることもある。また葉の縁は少し裏側に巻き込んだようになる。葉柄は長さ1-1.5センチメートル。
花期は7-8月。花は総状花序であるが柄がごく短いので葉脇に集まり、柄がなくて径7mm、花冠は白くて5裂し、裂片は楕円形で先端は丸い。萼や苞は褐色の綿毛が密生する。雄しべは多数あって5つの束に分かれて花冠より長く突き出し、葯は紫を帯びる。開花から年を越えて次の年の秋に果実は熟す。熟した果実は黒紫になり、卵状長楕円形で長さ12-15ミリメートル、その先端側半分ほどが弓なりに曲がることがよくある。なお、花も果実も柄がないため、茎に沿ってずらりと並んだ形になる。

### 名称について
和名は蚯蚓灰であり、ハイノキ（灰の木）の仲間で、その果実の形がミミズの頭に似ていることによる。別名のミミズノマクラは蚯蚓の枕の意味と推察される。他にミミスベリ、ミミスリバ、トクラベとの別名もあるが、意味は不明とのこと。

## 分布
本州の千葉県以西、四国、九州、琉球に分布し、国外では中国とインドシナに分布がある。

## 生育環境
照葉樹林に生える。本種はタイミンタチバナと共に暖地の恣意林などにおける重要な低木である。九州西部ではタイミンタチバナの多いスダジイ林と本種の多いスダジイ林があり、研究者によってはこれらをスダジイ－タイミンタチバナ群集、スダジイ－ミミズバイ群集と呼ぶ。両者は共に低地林によく出現するタイプだが前者の方がより海岸近くに出るという。

## 近縁種・類似種
本属には日本に20種を超える種がある。多くはより小さく幅広い葉を持ち、また花は柄が長く伸びる。そのような点で似ているものには以下のようなものがある。
- ヒロハノミミズバイ Symplocos tanakae Matsum. 全体に似ているが葉が厚い革質で、枝には稜がある。四国と九州のそれぞれ一部及び周辺島嶼にだけ知られる。
- ヤンバルミミズバイ Symplocos stellaris Brand 全体に似ているが葉は厚い革質で、小枝にさび色の毛がある。沖縄島と、台湾や中国に知られる。

ただし自生地では同じように照葉樹林の低木として重要なタイミンタチバナがよく共に見られ、紛らわしいことがある。典型的にはこの植物は厚みのあるのっぺりとした葉をつける他、花や果実の様子もかなり違うが、若枝などでは混同することもある。

## 利害・文化
伊勢神宮では本種の葉を御饌供進の際に下敷きとして用いる。その際の呼び名がトクラベである。本種の葉を土器の大きさに合わせて切って用い、野菜や果物、海草などの場合は1枚、御飯の場合は2枚用い、また魚の切り身や鶏の生肉などには土器にくっつくのを防ぐために多数の葉を敷き詰める。本種の葉を使うのは普通の祭典だけで、大祭の神嘗祭と6月の月次祭の場合だけはアカメガシワを使う。

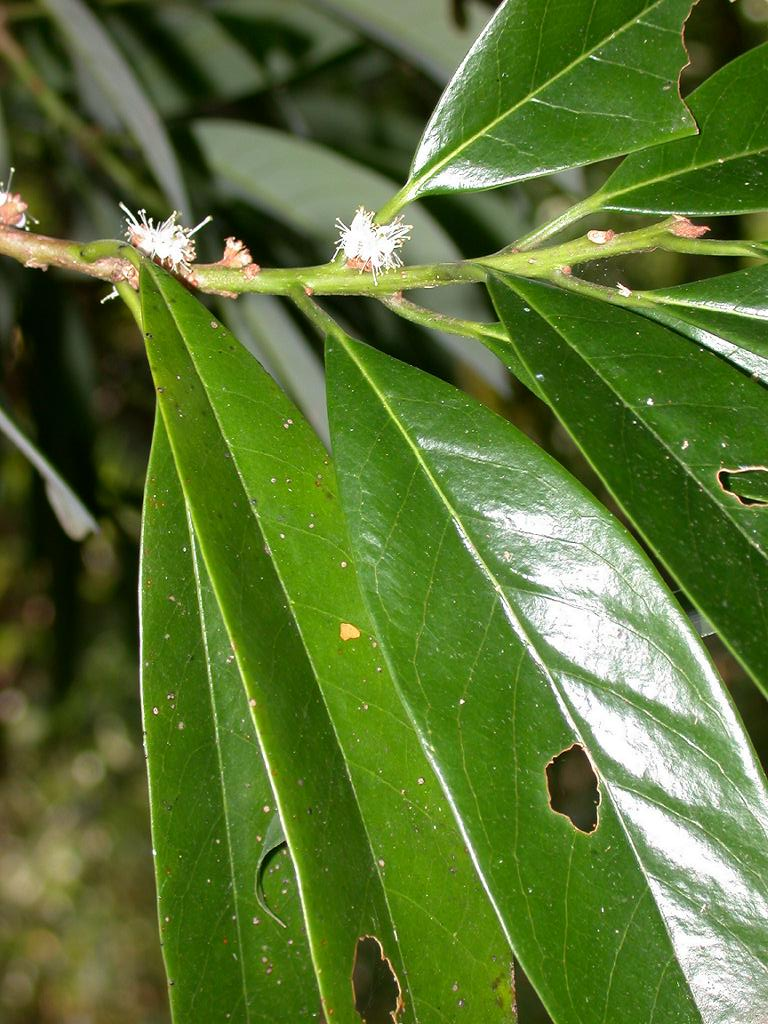
花
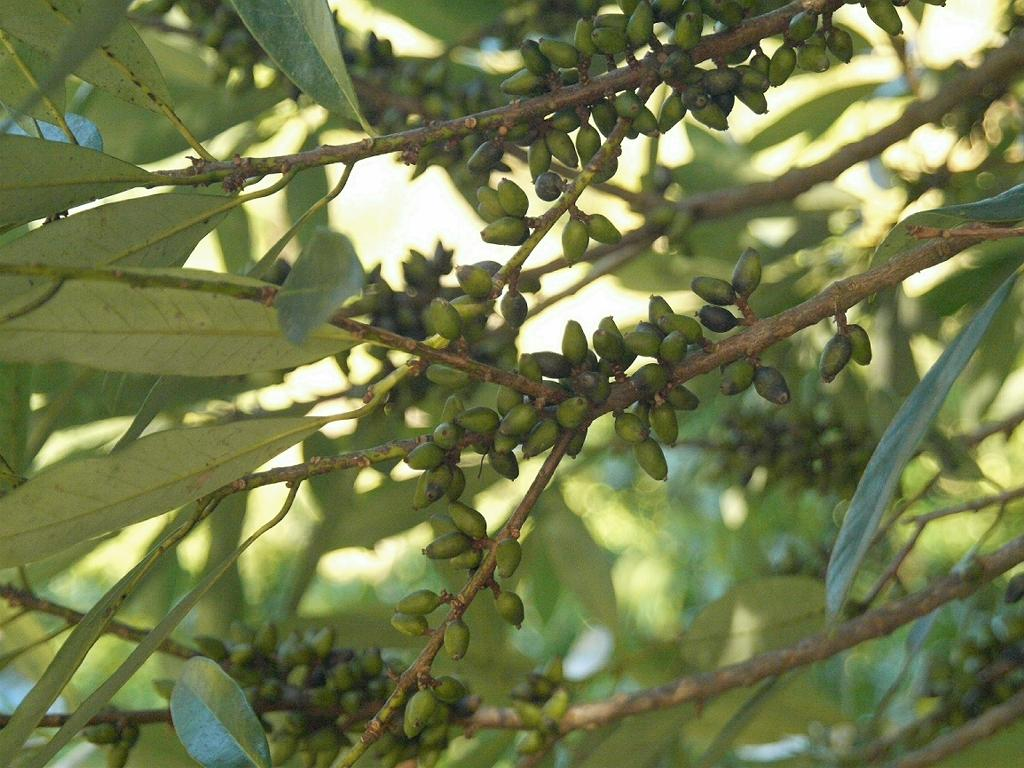
若い果実
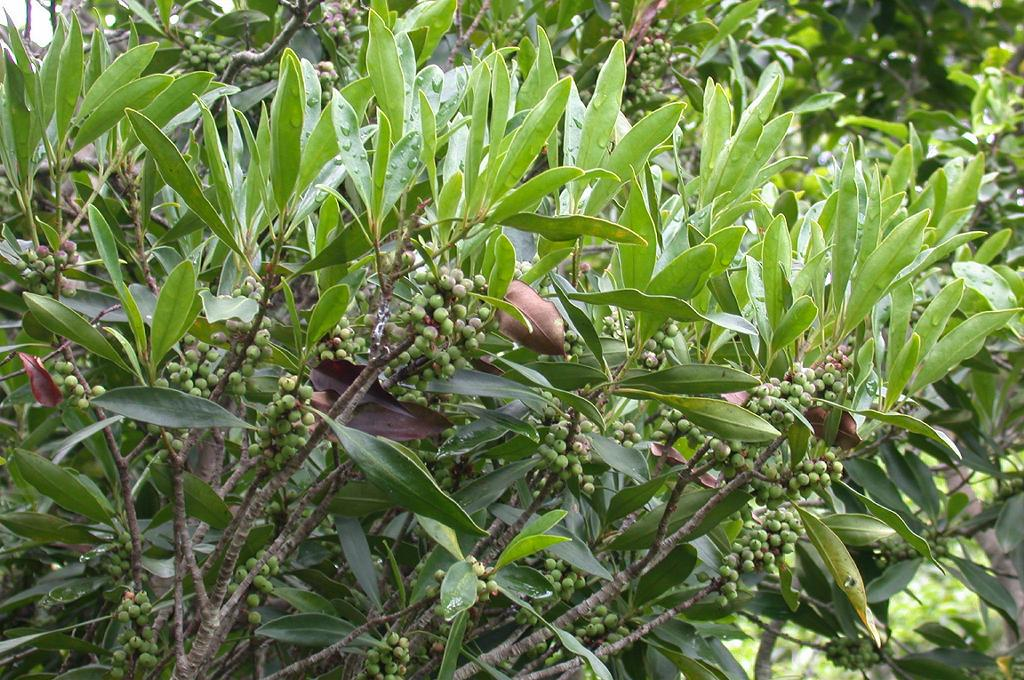
タイミンタチバナ